# Wila Ch'ankha
Wila Ch'ankha (aymara, också Huila Chanca, Wila Chanca) är ett berg i Bolivia.   Det ligger i departementet Oruro, i den centrala delen av landet, 190 km väster om huvudstaden Sucre. Toppen på Wila Ch'ankha är 4 630 meter över havet, eller 44 meter över den omgivande terrängen. Bredden vid basen är 0,38 km.
Terrängen runt Wila Ch'ankha är varierad. Närmaste större samhälle är Huanuni, 18,0 km nordost om Wila Ch'ankha. 